# Kampriesenalm
Die Kampriesenalm ist eine Alm im Obersulzbachtal in der Venedigergruppe, im Gemeindegebiet Neukirchen am Großvenediger in Salzburg. Sie liegt im Nationalpark Hohe Tauern.

## Lage und Landschaft
Die Kampriesenalm liegt im vorderen Obersulzbachtal, auf einer Hangschulter an der rechten Talseite auf 1415 m ü. A., knapp 200 Meter über dem Talgrund, wo der Obersulzbach einen schluchtartigen Abschnitt passiert. Da das vordere Tal sonst nicht bewirtschaftet ist, ist sie die erste Alm im Obersulzbachtal, etwa vier Kilometer südlich des Salzachtals bei Sulzau.
Die Alm stellt sich heute noch ursprünglich dar, mit zwei Almhütten, und zwei Stallungen in rohem Blockbau.
Die Almgründe erstrecken sich talauswärts hinauf an den Silberofen (2022 m ü. A.), und taleinwärts an den Wechselkamm, sonst ist die Almung von Steilwald umgeben.

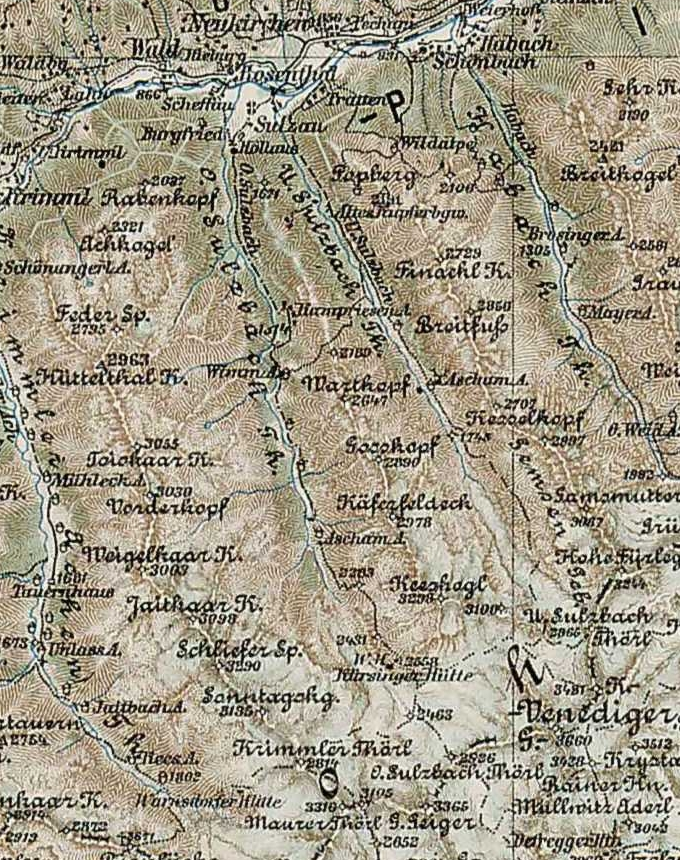
„O(beres)“ und „U(nteres) Sulzbach Th(al)“. Franzisco-Josephinische Landesaufnahme, Blatt 30–47 Bruneck, um 1900
„Kampriesen A.“ beschriftet

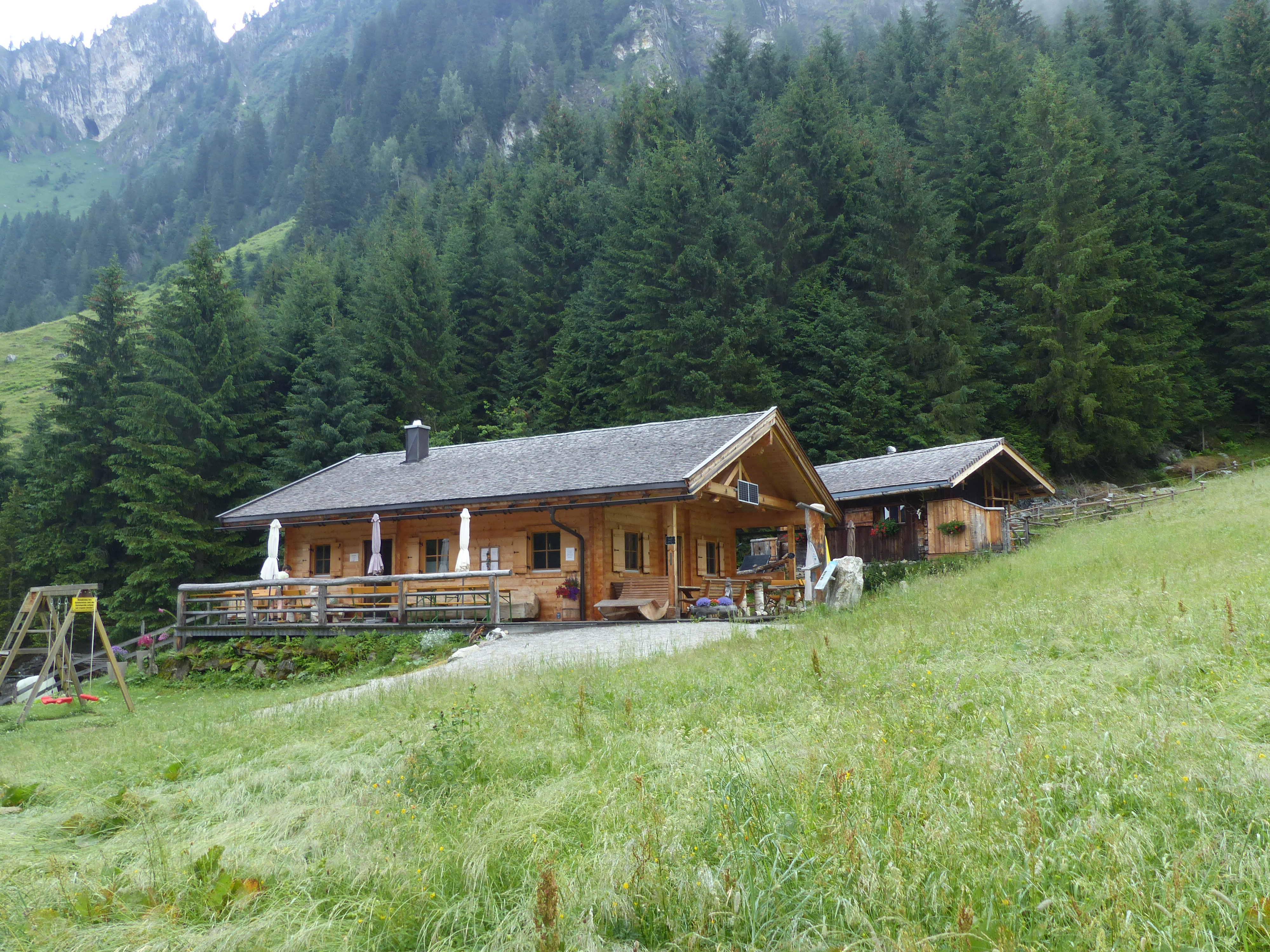
Als Jausenstation genutzte neue Hütte der Kampriesenalm

### Nachbarlagen
|            | Hollis Siggen                               |                            |
|            | Kompassrose, die auf Nachbargemeinden zeigt | Finkalm (Untersulzbachtal) |
| Seebachalm | Berndlalm                                   |                            |

### Geologie
Die Alm liegt auf einem Band altpaläozoischer Schiefer, das sich nordoststreifend über das Untersulzbachtal zum Eingang des Habachtals zieht, und hier im Obersulzbachtal eine der charakteristischen Höhenstufen ausbildet,
die sich bis zum Gamseckfall bei der Berndalm und Seebachfall hinüber zieht, dieselbe Formation findet sich auch talauswärts am Hopffeldboden (⊙) (erste Stufe des Tals).
Die Schiefer (Glimmerschiefer bis Phyllite) gehören zur Habachgruppe, einer Formation des Schieferhülle-Nordrahmens, sonst gehören die umliegenden Berge gänzlich zum Zentralgneis.

Die Schieferserie ist prinzipiell für sein Vorkommen von Bodenschätzen bekannt (etwa Gold bei der Finkalm/Abichlalm im Untersulzbachtal und am Gamskogel im Habachtal, die nördliche Ader Kupfer – das heutige Schaubergwerk Hochfeld bei der Untersulzbacher Knappenwand), zu Bergbauresten hier im Obersulzbachtal ist wenig überliefert.
Bekannt ist die Kampriesenalm unter Mineraliensammlern aber als Fundstelle für Rutil (Titandioxid, TiO2),
obschon sich die ergiebigeren Fundstellen ebenfalls im Untersulzbachtal befinden. Auch Fuchsit (Chlorglimmer) wurde hier gefunden.
Das Obersulzbachtal ist von der Kampriesenalm bis zur Berndlalm von großen Bergstürzen geprägt, die Alm liegt, wie die Brendl-Hochalm, auf mächtigen postglazialen Schuttsedimenten.

## Geschichte und Sage
Die Alm findet sich in älteren Quellen als Kampfriesen genannt.
Von hier geht die Sage, dass die Kampriesen(-geister) umgingen, Berggeister, die edle Mineralien und Gold bewachten.
Die „(Kampf-)Riesen“ sind wohl volksetymologisch,
inhaltlich in Bezug zu den Bergmandln, fremdländischen Prospektoren (Bodenschatz- und Mineralsuchern), wie bei vielen ähnlichen Alpensagen mit historischem Kern.

Aus der Zeit, als die Almung dem Bräuerbauern in Wald gehörte, wird erzählt, dass dieser nicht zur Christmette gegangen sei, sondern lieber stattdessen auf die Alm. Dort saßen aber drei „elendslange Männer mit struppigen Bärten und zerzausten Haaren“, einer stand am Kaskessel, der zweite rührte den Butterkübel, der dritte kochte Muas. Als der Bauer aber ihre glühenden Augen sah, beziehungsweise, dass sie statt der Füße Geißbockklauen hatten, rannte er panikerfüllt wieder heim, wurde krank und starb bald darauf.
Auch dieses Motiv der Berggeister, die den die Christmette Schwänzenden bestrafen, findet sich für etliche Orte.
Seit 1983 gehört die Alm zum Nationalparkgebiet (Pufferzone).

## Alpinismus
Die Kampriesenalm passiert man beim Zugang von Neukirchen oder Wald über Sulzau und Hollis/Siggen durchs Obersulzbachtal (in etwa 2½ Stunden) bzw. vom Parkplatz Hopffeldboden (in 1 Stunde) zur Berndlalm und weiter in das Tal hinein (zur Berndlalm etwa ½ Stunde), wenn man nicht die Route über den Güterweg auf der anderen Talseite wählt (Weggabelung am Hopfboden). Der Weg ist Teil des salzburgweiten Arnoweg (Abschnitt 3 Keesberge, Etappe 21 Kürsinger-Hütte – Neukirchen a. Grv.).

Kurz nach der Alm kann man auch Richtung Seebachalm abzweigen.